# Jean-Maurice Catroux
Pour les articles homonymes, voir Catroux.
Jean-Maurice Catroux est un prêtre catholique français, né le 3 octobre 1794 aux Rosiers et mort le 14 avril 1863.
Avec Rose Giet, une de ses paroissiennes, il est le fondateur des Filles de la charité du Sacré-Cœur de Jésus.

## Biographie
Jean-Maurice Catroux  est ordonné prêtre le 19 décembre 1818. Deux ans plus tard, il est nommé curé de la paroisse de La Salle-de-Vihiers, très marquée par la révolution de 1789. Durant la guerre de Vendée, les murs et la toiture de l’école de la Salle de Vihiers s’effondrent. Le nouveau pasteur veut alors venir en aide à son Église ainsi qu'à sa ville et assurer, dans sa paroisse, l’éducation des jeunes filles et le soin des malades. Dès 1822, ne trouvant de congrégations religieuses disponibles, il résolut de regrouper, autour d’une de ses paroissiennes, Rose Giet, une communauté de femmes appelées à tendre vers la plénitude de la charité en travaillant ensemble à la gloire de Dieu,.
Le 18 décembre 1823, le père Jean-Maurice Catroux fonde la congrégation des Filles de la charité du Sacré-Cœur de Jésus, avec l'aide de Rose Giet, devenue sœur Marie.
Il meurt le 14 avril 1863 à l'âge de 69 ans.

## Hommages
- Le bicentenaire de sa naissance est célébré en 1995 à La Salle-de-Vihiers, avec la participation de la faculté de théologie de l'université catholique de l'Ouest, célébration accompagnée d'un colloque international[7].
- Une des rues de La salle-de-Vihiers porte son nom.